# Guntram der Reiche
Guntram der Reiche († 26. März 973?) war gemäß den 1160 erstellten Stammbäumen der Acta Murensia der Stammvater der Habsburger.

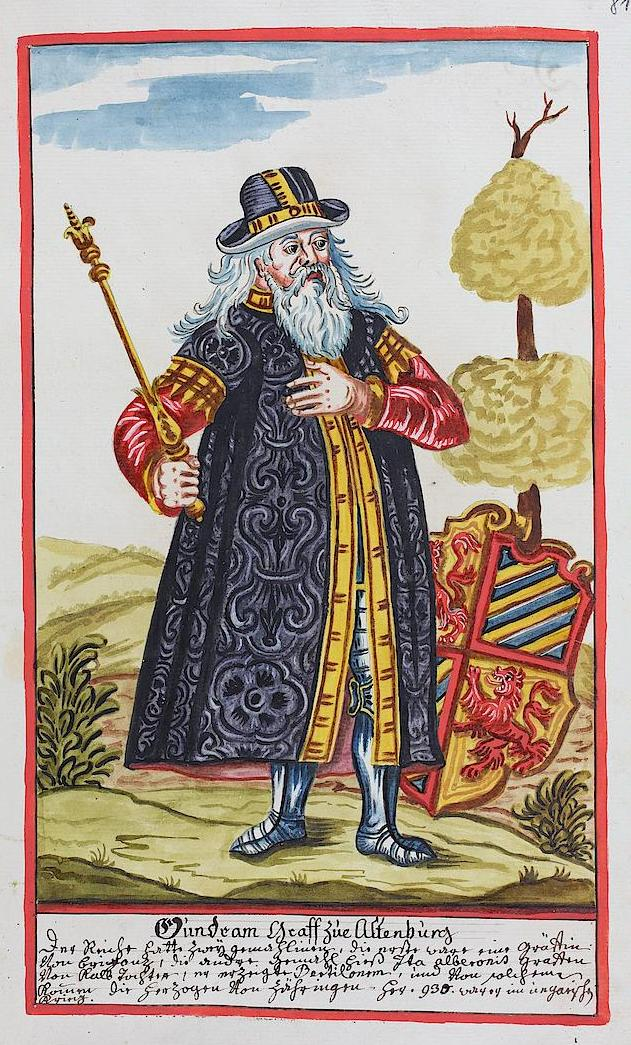
Guntram Dives, das ist Guntram der Reiche, Darstellung aus Chroniken der Habsburger, der Zähringer und der Stadt Freiburg i. Br. mit Materialsammlung (Band 1: Chronik des Hauses Habsburg), 1799 oder 1800

## Herkunft
Die Acta Murensia nennt Theodebert, König von Helvetien und Alemannien, als seinen Vater.
Nach den Europäischen Stammtafeln war Guntram der Reiche ein Mitglied des Hochadelsgeschlechtes der Eberharde Grafen im Nordgau (Unterelsass, heute etwa das französische Département Bas-Rhin), und zwar ein Sohn von Hugo III., 910 Graf im Nordgau, † 940 als Mönch; ⚭ Hildegard, und ein Enkel von Eberhard III., 888 Graf im Nordgau, 891 Graf im oberen Aargau, 889 Vorsteher von Sankt Felix und Regula in Zürich, 896 Vorsteher von Münster in Gregoriental (heute Munster (Haut-Rhin) ); ⚭ Adelinda.
Die Eberharde zählen ihrerseits zur Familie der Etichonen, die auf Eticho Herzog im Elsass im 7. Jh. zurückgehen. Diese These wird auch vom Lexikon des Mittelalters und von Werner Trillmich unterstützt.
Damit erscheint die Herkunft der Habsburger aus dem Haus der Etichonen einigermaßen gesichert.

## Leben
Der aus dem Elsass stammende Guntram war ein Graf im Breisgau, Inhaber großer Besitzungen im Unterelsass und Herr zu Muri. Er verlor wegen eines angeblichen Treubruchs 952 einen Teil seiner Güter.

## Nachkommenschaft
Sein Sohn war Lanzelin, Graf von Klettgau und im Thurgau, Herr von Muri, † August 981, ⚭ Luitgard, eine Tochter des Grafen Eberhard im Thurgau (später: Grafen von Nellenburg).
Sein Enkel war Radbot, Graf im Klettgau, der Erbauer der Habsburg, ⚭ Ita Gräfin von Metz aus dem Haus der Grafen im Elsass, eine Tochter von Adalbert Graf von Metz und Graf im Saargau und der Jutta Gräfin von Oeningen, Stifterin des Klosters Muri.